# Hilary Mantel
Hilary Mary Mantel DBE FRSL (Glossop, 6 juli 1952 – Exeter, 22 september 2022) was een Britse schrijfster van romans, korte verhalen, memoires en essays. Zij wordt met name gewaardeerd voor haar historische fictie. Ze won twee keer de (Man) Booker Prize: in 2009 voor Wolf Hall, het eerste deel van een trilogie over de 16e-eeuwse Engelse politicus Thomas Cromwell, en in 2012 voor Bring Up the Bodies, het tweede deel in de reeks. Mantel is de eerste Brit en de eerste vrouw die deze prijs tweemaal kreeg.

## Biografie

### Jeugd
Hilary Mary Thompson is op 6 juli 1952 geboren in Glossop, Derbyshire, als oudste van drie kinderen. Ze groeide op in Hadfield, ook in Derbyshire, waar ze de katholieke basisschool St Charles bezocht. Haar ouders Margaret Foster en Henry Thompson waren beiden in Engeland geboren, maar van Ierse afkomst. Zij scheidden van tafel en bed en na haar elfde heeft Mantel haar vader niet meer gezien. De familie verhuisde naar Romiley in Cheshire met Jack Mantel (1932-1995), die bij hen was ingetrokken en haar onofficiële stiefvader werd. Later nam ze officieel zijn achternaam aan. Toen ze twaalfjaar oud was verloor ze haar (katholieke) geloof, al is dat volgens haar wel blijvend van invloed geweest. Haar memoires Giving Up the Ghost (2003) gaan in op deze familiegeschiedenis die een belangrijke inspiratiebron was voor haar romans.
De middelbare school volgde ze op Harrytown Convent in Romiley. Haar latere fascinatie voor Cromwell en zijn tijdgenoten schreef ze toe aan haar kennismaking met dit hoofdstuk in de Britse geschiedenis op die school. In 1970 ging ze rechten studeren aan de London School of Economics. Ze stapte over naar de University of Sheffield, waar ze in 1973 afstudeerde. Gedurende haar studententijd had ze socialistische politieke opvattingen.

### Loopbaan
Na de universiteit werkte Mantel op de afdeling maatschappelijk werk van een geriatrisch ziekenhuis en daarna als verkoopster in een warenhuis. In 1972 trouwde ze met de geoloog Gerald McEwen. Al in 1974 begon ze aan een roman over de Franse Revolutie, die pas in 1992 werd uitgegeven onder de titel A Place of Greater Safety (Een veiliger oord). Van 1977 tot 1982 woonden Mantel en haar man in Botswana en het echtpaar heeft ook vier jaar in Jeddah in Saoedi-Arabië gewoond. Over deze periode heeft Mantel memoires gepubliceerd in de London Review of Books. Later zei ze dat het vertrek uit Jeddah de gelukkigste dag van haar leven was.
Na haar terugkeer in Engeland was ze van 1987 tot 1991 filmcriticus bij The Spectator en recensent voor verschillende kranten en tijdschriften in Groot-Brittannië en de Verenigde Staten. Het echtpaar scheidde, maar hertrouwde een paar jaar later. McEwen trad tot de dood van zijn vrouw op als haar manager.

### Gezondheid
Toen ze in de twintig was kreeg Mantel last van ernstige en pijnlijke lichamelijke klachten. In eerste instantie werd geconcludeerd dat ze aan een psychiatrische ziekte leed; daarvoor werd ze opgenomen en behandeld met antipsychotica die echter juist psychotische symptomen opriepen. Na deze misdiagnose heeft Mantel jarenlang geen medische hulp meer gezocht. Toen ze in Botswana woonde concludeerde ze uit een medisch naslagwerk dat ze vermoedelijk leed aan een ernstige vorm van endometriose, wat artsen in Londen later bevestigden.
Op 22 september 2022 overleed Mantel op 70-jarige leeftijd. Volgens haar uitgever was het overlijden plotseling. Ze overleed aan complicaties van een beroerte die 3 dagen eerder was opgetreden.

## Literaire loopbaan
Haar eerste roman Every Day is Mother's Day verscheen in 1985, het vervolg Vacant Possession, een jaar later. Haar roman Eight Months on Ghazzah Street (1988) is deels geïnspireerd door haar tijd in Saoedi-Arabië en gebruikt een dreigend conflict tussen buren in een stedelijk flatgebouw om de spanningen tussen de cultuur van de Islam en het liberale westen te verkennen. Voor haar roman Fludd kreeg ze de Winifred Holtby Memorial Prize. Deze roman speelt zich af in 1956 rondom een klooster en een rooms-katholieke kerk in het niet-bestaande dorp Fetherhoughton, waar een mysterieuze vreemdeling zorgt voor omwentelingen in de levens van de bewoners.
A Place of Greater Safety (Een veiliger oord) uit 1992 werd Sunday Express Book of the Year. Haar twee eerdere boeken waren ook al voor deze prijs genomineerd. Deze lange en gedetailleerde historische roman volgt de levens van de Franse revolutionairen Danton, Robespierre en Desmoulins van hun kindertijd tot hun dood tijdens het Schrikbewind in 1794.
A Change of Climate (1994) speelt zich af in landelijk Norfolk en gaat over de manier waarop Ralph en Anna Eldred hun vier kinderen opvoeden en hun leven wijden aan liefdadigheid. Een aantal hoofdstukken beschrijft hoe ze als jonggetrouwden zendelingen waren in Zuid-Afrika. Daar werden ze gevangengenomen en verbannen naar Bechuanaland, waar een tragische gebeurtenis plaatsvond.
An Experiment in Love (Liefde verkennen) (1996) werd bekroond met de Hawthornden Prize. De roman speelt zich af aan een universiteit gedurende twee semesters in 1970 en volgt drie vrouwen die uit huis gaan om in Londen te gaan studeren. Margaret Thatcher komt zijdelings voor in deze roman die een verkenning is van de wensen en ambities van vrouwen - en de manieren waarop deze vaak worden gedwarsboomd. Hoewel Mantel voor dit boek materiaal uit haar eigen leven heeft gebruikt, is het geen autobiografische roman.
Haar volgende boek was The Giant, O'Brien (1998). De handeling vindt plaats rond 1780 en is gebaseerd op het leven van de reus Charles O'Brien die naar Londen gaat om zichzelf als rariteit tentoon te stellen. Het boek positioneert O'Brien en zijn tegenpool, de Schotse chirurgijn John Hunter, niet als historische persoonlijkheden maar als mythische personages in een duister en gewelddadig sprookje - en als onvermijdelijke slachtoffers van de Verlichting.
In 2003 publiceerde Mantel de memoires Giving Up the Ghost. Dit boek werd door MIND, een organisatie die zich in Groot-Brittannië inzet voor meer begrip voor psychische stoornissen, verkozen tot "Book of the Year". In datzelfde jaar gaf ze ook een bundel korte verhalen uit onder de titel Learning To Talk. Alle verhalen gaan over haar kindertijd en gezamenlijk laten deze twee boeken zien hoe gebeurtenissen uit het leven van een schrijver worden omgezet tot fictie.
Mantels roman Beyond Black uit 2005 werd genomineerd voor de Orange Prize. Het verhaal speelt zich af rond de millenniumwisseling. De hoofdpersoon Alison Hart, een professioneel medium, lijdt aan een ernstig psychisch trauma.
De roman Wolf Hall over Thomas Cromwell, minister onder Hendrik VIII van Engeland, werd in 2009 uitgegeven en met lovende recensies ontvangen. Het boek betekende haar literaire doorbraak en won dat jaar de Man Booker Prize. De jury omschreef Wolf Hall als een "buitengewoon staaltje van vertelkunst".
Bring Up the Bodies (Het boek Henry), het vervolg op Wolf Hall, verscheen in mei 2012 en werd alom positief ontvangen. Het werd 2012 Costa Book of the Year en won de Man Booker Prize 2012. Het derde deel in de Cromwell-trilogie The Mirror & the Light verscheen in 2020.
Mantel is de eerste vrouw die de (Man) Booker Prize meer dan één keer heeft gewonnen. Hiermee trad ze in de voetsporen van J.M. Coetzee, Peter Carey en J.G. Farrell.
Ze was ook bezig met een kort non-fictieboek met de titel The Woman Who Died of Robespierre over de Poolse toneelschrijfster Stanisława Przybyszewska. Mantel schreef verder recensies en essays voor The Guardian, de London Review of Books en de New York Review of Books. Het BBC-programma The Culture Show maakte in 2011 een profiel van Hilary Mantel.